# Albert Dupont-Willemin
Albert Dupont-Willemin (* 1903; † 3. Mai 1977) war ein Schweizer Jurist und Politiker (SP).

## Biografie
Dupont-Willemin war seit 1926 Rechtsanwalt und von 1935 bis 1939 Mitglied des Genfer Stadtrates; zudem war er Grossrat (1930–1957) und von 1935 bis 1939 Vizepräsident des Kantonsparlamentes, wo er sich unter anderem mit Schulfragen und Frauenwahlrecht befasste. Ab 1970 war er Mitglied und dann Gerichtspräsident des Kassationshof des Kantons Genf.
Im 1932 die Sozialdemokraten protestierten kurz nach der Fusion der Gemeinden Plainpalais und Genf (1931), als die Partei Union nationale öffentliche Anklage gegen die Anführer der Genfer Sozialdemokraten Léon Nicole und Jacques Dicker erhob. Die Versammlung der Union nationale gemäss die Vereinbarung der Behörden fand eher als im Victoria Hall, wo die rechtsextreme Partei sich üblich versammelte, im Gemeindesaal von Plainpalais am 9. November 1932 statt. Albert Dupont (Willemin), der Anwalt von Léon Nicole wurde nach den Unruhen von Genf, bei denen Rekruten der Schweizer Armee auf die Menge geschossen hatten, neben Léon Nicole und 16 weiteren linksgerichteten Demonstranten angeklagt. Dupont (Willemin) und 10 der 18 Angeklagten wurden im Jahr 1933 vom eidgenössischen Schwurgericht freigesprochen. Beim Prozess vor den Bundenassisen trat auch sein Schwiegervater, der Anwalt Louis Willemin als Verteidiger auf. Dieser war Gemeindepräsident von Plainpalais (1910–1922) gewesen.
Albert Dupont (Willemin) war Vizepräsident der Association des amis de l'Espagne républicaine (Verband der Freunde des republikanischen Spaniens), eines antifaschistischen Hilfsvereins, der am 15. September 1936 kurz nach Beginn des Spanischen Bürgerkrieges in Genf hergestellt wurde.
Im 1939 nach der Spaltung der Genfer Sozialdemokratischen Partei wegen der Uneinigkeit über den Hitler-Stalin-Pakt verliess Dupont-Willemin die Partei von Léon Nicole, um sich der Partei von André Oltramare und Charles Rosselet anzuschliessen. Diese Partei gehörte der Sozialdemokratischen Partei der Schweiz an, die den Deutsch-sowjetischen Nichtangriffspakt missbilligte.
Dupont-Willemin war Honorarkonsul von Guatemala in Genf. Von 1957 bis 1958 war er Präsident der Genfer Anwaltskammer. Neben Raymond Nicolet und René Floriot verteidigte er Pierre Jaccoud in der Affäre Jaccoud.
Er war Vizepräsident der Verwaltungsräte der Services Industriels de Genève und der Comédie de Genève. Dupont-Willemin war zudem Mitglied der Schweizerischen Amerikanisten-Gesellschaft und  Vizepräsident des Verband Genève-Plage.
Albert Dupont heiratete Elena Willemin. Sie war die Tochter von Jacques Louis Willemin und Elena Ibáñez de Ibero. Diese war die Tochter von Carlos Ibáñez de Ibero. Albert Dupont-Willemin (1903–1977) war der Vater von Albert-Louis Dupont-Willemin (1934 - ).